# Communauté anicinape de Kitcisakik
Cet article concerne la bande autochtone. Pour l'établissement indien, voir Kitcisakik (établissement indien).
La communauté anicinape de Kitcisakik est une nation autochtone algonquine du Québec au Canada. La majorité de ses membres vit sur l'établissement autochtone du Grand-Lac Victoria, également appelé Kitcisakik, situé au bord du Grand lac Victoria dans la réserve faunique La Vérendrye où est également situé le siège du conseil de bande, le Conseil des Anicinapek de Kitcisakik. En 2016, la bande a une population inscrite de 493 membres.

## Démographie
Les membres de la communauté anicinape de Kitcisakik sont des Algonquins. En octobre 2016, la bande avait une population inscrite totale de 493 membres dont 84 vivaient hors réserve. Selon le recensement de 2011 de Statistiques Canada, l'âge médian de la population est de 17,5 ans.

## Géographie
La communauté anicinape de Kitcisakik ne possède qu'une seule réserve : l'établissement indien du Grand-Lac Victoria, également appelé Kitcisaki depuis 1999, situé au bord du Grand lac Victoria dans la réserve faunique La Vérendrye au Québec. Les villes importantes situées les plus près sont Rouyn-Noranda et Val-d'Or. En fait, la communauté est située à 90 km au sud-est de Val-d'Or. 

## Enjeux
La communauté anicinape de Kitcisakik n'est toujours pas reliée au réseau d'Hydro-Québec et les membres de la communauté doivent utiliser des génératrices pour les tâches quotidiennes nécessitant l'électricité. En mai 2022, le projet d'électrification du village de Kitcisakik est annoncé par le gouvernement québécois. Le chef Pénosway en avait fait son mandat lors de son élection pour améliorer la qualité de vie dans le village. Il s'agit d'un projet ambitieux d'électrification et la société d'État planifie sa concrétisation pour 2025. La communauté qui est située au cœur de la réserve faunique La Vérendrye est aussi dépourvue d'un système de distribution de l'eau pour les maisons et un bloc sanitaire a été mis en place dans le village pour offrir des toilettes, des douches et une buanderie.

## Gouvernement
La communauté anicinape de Kitcisakik est gouvernée par un conseil de bande, le Conseil des Anicinapek de Kitcisakik, élu selon un système électoral selon la coutume basé sur la section 11 de la Loi sur les indiens. Pour le mandat de 2013 à 2017, ce conseil est composé de la cheffe Adrienne Anichinapéo et de trois conseillers. Depuis 2017, la communauté est dirigée par le chef Régis Pénosway et son mandat est renouvelé en août 2021 avec un taux de participation de 29,4% aux élections. La communauté est affiliée au conseil tribal algonquin Anishinabeg.